# Phi Brain: Puzzle of God
Phi Brain: Kami no Puzzle (яп. ファイ・ブレイン 神のパズル Фаи Бурэин Ками но Падзуру) — аниме-сериал, снятый студией Sunrise на основе оригинального, специально написанного сюжета. О начале производства сериала стало известно в декабре 2010 года; режиссёром заявлен Дзюнъити Сато. Автором оригинального сюжета является Хадзимэ Ятатэ (коллективный псевдоним нескольких сотрудников студии Sunrise). После выхода, сериал получил манга-адаптацию, а также на основе сюжета запущена игра.

## Сюжет
Главный герой сюжета — любитель загадок и головоломок Кайто Даймон за свои умственные способности он был принят в частную Корневую Академию, где стал участником проекта Phi Brain (Фи-Мозг). Там, вместе со своей подругой детства Нонохой Ито им удаётся разгадать одну из т. н. «Головоломок Мудреца», созданной таинственной группой, известной под сокращением POG. После этого они становятся «решателями» и путешествуют по всему миру, разгадывая головоломки POG.

## Персонажи

### Главные
- Кайто Даймон (яп. 大門 カイト Даймон Кайто)

Любитель загадок и головоломок. Увлекается ими с самого детства, считая, что неразгаданная загадка страдает и её надо спасти, а значит — решить. Не приемлет, когда загадка может причинить вред, а тем более убить, ведь его родители погибли, решая смертельную головоломку. Самоуверен. Единственной, кто может на него повлиять, и чаще в физическом смысле (пинками и приёмами борьбы) — его подруга детства Ноноха. Решив загадку «Минотавра» получил браслет Орфея и возможность использовать весь потенциал мозга для решения загадок. Решатель, обладающий званием «Эйнштейн». Ненавидит лук и готовку Нонохи.
Сэйю: Синтаро Асанума
- Ноноха Ито (яп. 井藤 ノノハ Ито Ноноха)

Подруга детства Кайто. Спортивная и весёлая. В отличие от всех остальных не умеет решать загадки, что не мешает ей дружить с ними. Обладает феноменальной фотографической памятью. Всегда готова прийти на помощь другу, что не мешает ей учить Кайто манерам. После неудачного эпизода в детстве, Даймон не переваривает её готовку.
Сэйю: Каори Симидзу
- Гаммон Саканоэ (яп. 逆之上 ギャモン Сакано:э Гямон)

Соперник Кайто в решении головоломок, но, если тот использует силу браслета Орфея, то опережает Гямона в решении.
Говорит всегда оживлённо, но с непредсказуемыми интонациями. Часто назвает Кайто дураком. Решением головоломок зарабатывает себе на жизнь. Решатель, обладающий званием «Галлилео». У него есть сестра Михару.
Сэйю: Дзюн Фукуяма
- Кубик Джи (яп. キュービック・G (キュービック・ガロア) Кю:бикку Дзи (Кю:бикку Гароа)

Гениальный изобретатель, Решатель, обладающий званием «Эдисон», несмотря на то, что он младше главных героев. Считает загадки пустой тратой времени, предпочитая им математику. При первой встрече надел на Кайто браслет, не позволяющий решать загадки, но после понял, что был не прав и снял его. Следит за показателями Кайто и предупреждал его об опасности Браслета Орфея. Сомневался в том, что достоин дружбы с Кайто
Сэйю: Коки Мията
- Ана Грэм (яп. アナ・グラム Ана Гурэму)

Решатель со званием «Да Винчи». Имя и фамилия — каламбур от слова анаграмма. Прекрасно разбирается в живописи, а также заявляет, что умеет общаться с духом человека, придумавшего загадку. Несмотря на манеру одежды и поведения — на самом деле парень. Есть сестра Ева Грэм.
Сэйю: Сацуки Юкино
- Соудзи Дзикугава (яп. 軸川 ソウジ Дзикугава Соудзи)

Президент студсовета и клуба загадок. Ранее был Решателем со званием «Ньютон», однако, не получив результатов в первый год, стал Хранителем под маской «Минотавра».
Сэйю: Акира Исида

### Загадка Бога | ЗБ (P.O.G. | Puzzle of God)
Организация, придумывающая «Загадки Мудрецов», за каждой из которых стоит Хранитель. Каждая решённая загадка развивает интеллект человека. Изначально одаренные, обладающие интеллектом золотого сечения, максимально развитые дети Фи-Брейн получают доступ к Загадке Бога — именно результаты её решения, которые как считается, раскроют все секреты мироздания, жаждут получить ЗБ.
- Барон Кайдо (яп. 解道 バロン Кайдо Барон)

Глава Корневой Академии, где обучаются главные герои. Напрямую его связь с ЗБ была открыта в 9 серии, где было сказано, что он является главой подразделения «Фи», развивающим детей, относимых к группе Фи-Брейн. Также раскрывается, что он решил пресечь создание загадок, которые несут смертельную угрозу, именно для этого он и подбирает Решателей и Хранителей в Академии, чтобы те их ликвидировали. Опекун Даймона Кайто и лучший друг Маката Дзина.
Сэйю: Кэйдзи Фудзивара
- Рук Банджё Кроссфилд (яп. ルーク・盤城・クロスフィールド Ру:ку Банджё: Куросуфи:рудо)

Глава японского отделения ЗБ и друг детства Кайто. Доверенное лицо графа Пифагора, главы штаба ЗБ. Скрывал ото всех смерть Графа Пифагора. Признает смертельные загадки, направленные на развитие Фи-Брейн. На время был отстранен от руководства по приказу Штаба ЗБ, но восстановлен в должности после того, как сменявший его Герберт Мюллер устроил несколько покушений на Кайто. Главный Хранитель ЗБ. Обладатель браслета Орфея. Ради Браслета, стал практически безэмоциальным на первый взгляд, но в нём все ещё сохранились эмоции и чувства, пробуждаемые воспоминаниями детства. В конце первого сезона отказывается от силы Браслета Орфея. Во втором сезоне стремится искупить все беды, которые он причинил другим.
Сэйю: Такахиро Сакураи
- Бишоп/Епископ (яп. ビショップ Бисёппу)

Помощник главы японского отделения ЗБ.
Сэйю: Мамору Мияно
- Ирэна Химэкава (яп. 姫川 エレナ Химэкава Ирэна)

14-летняя ведущая популярного шоу «Королевство Загадок» и юная звезда. Ко всем относится с холодом и производит впечатление самовлюбленной эгоистки, но на самом деле просто боится привязываться и доверять людям. Переживает за главных героев, хоть и пытается это скрывать. Является Хранителем загадок «Антуаннета». Влюблена в Гаммона Саканоэ.
Сэйю: Мэгуми Накадзима
- Дзин Маката (яп. 真方 ジン Маката Дзин)

Наставник Кайто и Рука в Академии для одаренных Кроссфилд, расположенной в Англии, которую они посещали, когда учились в начальных классах. Был Решателем ЗБ. Именно его слова о том, что загадка ждёт, когда её решат, вспоминает Кайто. Решал Загадки Глупца, а после сразился с Графом Пифагором. В первом сезоне находился в плену у ЗБ.
Сэйю: Такэхито Коясу

### Орден Орфея
Организация, состоящая из обладателей артефактов Орфея и достигшая Фи-Брейн, стремящаяся раскрыть весь потенциал человеческого мозга. Старались получить Божественное Знание и были свидетелями схваток как Пифагора и Дзина, так и Кайто с Руком. Однако узнав, что последние отказались от браслетов Орфея и уничтожили их и так же поступили с Божественными Знаниями, решили проучить Кайто. Организация обладает поддельными Браслетами Орфея.
- Фриселл (яп. フリーセル Фури:сэру)

Лидер Ордена Орфея и обладатель артефакта Кольцо Орфея. Обижен на Кайто за то, что тот когда-то не выполнил своё обещание и винит его в смерти мамы. На шее носит подаренный мамой кулон, который является головоломкой, которую он хотел решить с Кайто. Обладатель поддельного Браслета Орфея. Его мать первой испытывала на себе силу Браслета Орфея.
Сэйю: Хироси Камия
- Пинокль (яп. ピノクル Пинокури)

Член Ордена Орфея и друг детства Фриселля. Так же обижен на Кайто за страдания Фриселя в детстве. Не стесняется подлых трюков и психологического воздействия на противника. Обладатель поддельного Браслета Орфея.
Сэйю: Томокадзу Сугита
- Меланхолия (яп. メランコリィ Меранкори:)

Член Ордена Орфея. Из-за своей внешности и поведения воспринимается как ребёнок. Единственная из Ордена Орфея, кто носит настоящий браслет. В конце второго сезона предаёт Фриселля.
Сэйю: Момоко Саито
- Даут (яп. ダウト Дауто)

Самый старший из пятёрки Ордена Орфея. Кажется спокойным и непоколебимым. На него одного не действуют угрозы Фриселля, возможно потому, что он знаком с основателем Ордена — Клондайком. Обладатель поддельного Браслета Орфея. Верен и предан Клондайку, пока не узнает о его истинных планах.
Сэйю: Дайсукэ Оно
- Мидзэрика (яп. ミゼルカ Мидзэрика)

Девушка из Ордена Орфея. Чёлка закрывает левый глаз. Именно она вручила кольцо Орфея подруге Нонохи — Айри. Привязана к Меланхолии, считает её своей младшей сестрой. Подруга Евы Грэм. Обладатель поддельного Браслета Орфея.
Сэйю: Ёко Хикаса
- Вист (яп. ホイスト Хойсуто)

Несмотря на то что не входит в пятерку Ордена и является дворецким Клондайка, всё же числится в организации. а также выполняет роль беспристрастного судьи, наблюдающего за поединками между Кайто и Орденом. Вместе с Меланхолией предаёт Фриселля.
Сэйю: Кацуюки Кониси
- Клондайк (яп. クロンダイク Курондайку)

Лидер Ордена. Стремился получить браслет Орфея, но был им отвергнут. Несмотря на это не потерял уверенности в своей избранности и начал разрабатывать собственный артефакт Орфея, который бы так же аккумулировал силы мозга.
Сэйю: Хори Хидэюки